# 송윤아
송윤아(宋玧妸,, 1973년 6월 7일~)는 대한민국의 배우이고 본관은 은진 송씨이며 1995년 KBS 슈퍼 탤런트 출신이다.

## 성장 과정
송윤아는 경상북도 김천시 남산동에서 2남 1녀 중 막내로 태어났다.

## 학력
- 김천중앙국민학교 (졸업)
- 성의여자중학교 (졸업)
- 성의여자고등학교 (졸업)
- 한양대학교 (문화인류학 / 학사)

## 경력

### 초기 경력
송윤아는 어린 시절 텔레비전 만화영화를 즐겨보는 또래 친구들과는 달리 드라마를 보며 막연히 배우를 꿈꾸었는데, 당시 유행했던 '하이틴'과 '주니어'라는 학생 잡지에서 모델 일을 했었고, 대학교 1학년 때는 수백 명의 일반인을 대상으로 한 맥주 광고 출연 외에도 SBS 《이가사 크리스티》(1994년)과 MBC 《사춘기》(1994년)에 단역으로 출연했다. 또한 위의 과선배가 연예 매니지먼트에 종사하고 있었는데, 송윤아와는 한 마디 상의도 없이 KBS 슈퍼탤런트 선발대회에 응시원서를 내는 바람에 그녀는 얼떨결에 1995년 KBS 슈퍼 탤런트 선발대회에 참가하여 금상, 포토제닉상, 쥬리아상 3관왕을 수상하며 KBS 공채 17기로 배우로 데뷔하게 되었다. 그녀의 입사동기로는 배우 차태현, 이형철, 박상아, 최재원 등이 있다. 특히 차태현과는 같은 작품에 출연한 적은 없지만 힘들었던 신인시절에 동고동락하던 인연으로 절친한 누나동생 관계로 지내오고 있다.
하지만, 본인(송윤아) 박상아 등 KBS 공채 17기 출신이 대부분의 공채 탤런트들과 마찬가지로 과거 TV 연속극에 고정출연했거나 단막극 또는 단역 연기로 브라운관에 얼굴을 비쳤던 터라 참신성에서 'F학점'을 받기도 했다.
송윤아는 1995년 드라마 《개성시대》로 연기자로 데뷔했지만 3년 간의 무명생활을 보내게 되면서 1년 넘도록 중학생에게 영어와 수학 개인과외를 했었다.

### 1997-2013년: 주목 및 성공
그런 시기에 그녀에게 기회가 찾아왔고, 1997년에 방송된 KBS 2TV 납량특집극 《전설의 고향 - 구미호》에서 '구미호' 역할을 맡아 주목을 받기 시작했는데 이 작품은 당초 《프로포즈》후속 월화 미니시리즈로 편성됐지만 본인이 나온 '고랑포 가는 길' 파트가 속한 《테마 드라마》후속 9시 주말극으로 편성이 변경됐으며 이에 앞서 송윤아가 나온 같은 채널 월화 미니시리즈 《폭풍 속으로》는 당초 《첫사랑》후속으로 기획됐으나 갑작스럽게 월화 미니시리즈로 편성이 변경됐다.
이후, 1997년 가을 시작된 《지평선 너머》로 SBS 나들이를 했는데 불륜과 비정상적인 내용 뿐 아니라 IMF 때문에 시청률이 갈수록 떨어지자 68회 만에 조기종영되는 수모를 당해 SBS 진출은 실패로 끝났는데 송윤아 자리에는 당초 김혜리가 낙점됐으나 불미스러운 일 때문에 좌절됐다.
1998년 드라마 《미스터Q》에서는 당초 캐스팅된 여배우의 갑작스런 하차로 최종 오디션에서 떨어진 그녀가 대타로 '황주리' 역할을 맡았는데, 기존에 볼 수 없었던 세련되고 지적인 도회적 악녀의 역할을 완벽히 소화해내며 스타덤에 올랐고 대중들에게 알려지기 시작하였다. 송윤아는 이 작품을 자신의 연기 인생의 전환점으로 꼽기도 했으며, 이 때에 함께 출연했던 배우 김희선과는 이후에도 오랜 기간 연예계의 대표적인 절친이기도 하다.
송윤아는 이후 드라마 《애드버킷》에서 당차고 정의로운 여검사, 《종이학》(1998년)에서는 섹시미를 한껏 드러낸 카바레 댄서, 《왕초》(1999년)에서는 기생에서 배우로 굴곡의 인생을 사는 '연지' 역할을 연기했다. 드라마 《나쁜 친구들》(2000년), 《호텔리어》, 《반달곰 내 사랑》(2001년), 《선물》과 영화 《불후의 명작》(2000년)에 이어 영화 《광복절 특사》(2002년)에서는 기존의 작품에서 선보였던 지적이고 청순한 이미지에서 벗어나, 옛 연인을 배신하는 '경순' 역할을 연기하며 밝고 명랑하며 푼수스러운 역할도 자연스럽게 소화해내며 배우로서의 경력을 구축해갔다. 또한 이 작품으로 청룡영화제, 대종상 영화제, 이천 춘사 영화제에서 여우조연상을 수상하며 연기력을 인정 받았으며, 그녀가 영화 속에서 부른 곡 〈분홍 립스틱〉은 대중들에게 최고의 인기를 누렸다.
하지만, 《종이학》 이후 타방송사에서 활동해 오다가 KBS 2TV 수목 미니시리즈《어셈블리》로 KBS 복귀를 했다.
특히, 《용의 눈물》이후 《왕과 비》(폐비 윤씨 역) 《장희빈》(장희빈 역)등 KBS에서 방영된 정통사극 캐스팅 물망에 한때 거론됐으나 이런저런 사정으로 포기해야 했다.
송윤아는 데뷔 이후 지적이고 단정한 이미지로 한동안 "최고의 신부감", "최고의 며느리감"으로 꼽혔는데, 연기 외에도 차분하고 탁월한 진행 실력을 뽐내며 2003년부터 2010년까지 MBC 《대한민국 영화대상 시상식》에서 진행을 맡았고, 7년간의 공로를 인정받아 MBC 방송연예대상 시상식에서 특별공로상을 수상했다. 그녀는 드라마 《폭풍 속으로》(2004년),《홍콩 익스프레스》(2005년), 《누나》(2006년)와 영화 《사랑을 놓치다》, 《아랑》(2006년)에 출연하며 연기 활동을 이어나갔고, 2008년 드라마 《온에어》를 통해 철저히 자기 중심적으로 거침없고 자존심 강한 스타 작가 "서영은" 역할을 그녀만의 밝고 활기찬 캐릭터로 연기하며 시청자들의 많은 사랑을 받았다. 송윤아는 2009년 5월 결혼 이후 첫 스릴러 영화인 《시크릿》(2009년)에 출연했다. 출산 이후에는 《코리아 갓 탤런트 시즌1》(2011년)에서 심사위원과 요리 프로그램 《푸드 에세이》(2011년)의 MC를 맡기도 했다.

### 2014년-현재
송윤아는 지난 2010년 초에 개봉한 영화 《웨딩드레스》 이후 오랫동안 연기 활동을 쉰 채 육아와 가사에 전념해 오다가 2014년 8월에 드라마 《마마》로 4년 만에 배우로 복귀하였고, 캐나다에서 민화 작가로 크게 성공해 부를 축적하고 남부러울 것 없는 삶을 살았지만 청천벽력 같은 시한부 선고를 받은 싱글맘의 모성애를 실감나게 연기하며 시청자들로부터 큰 호평을 받았다. 이 작품으로 MBC 연기대상 여자최우수연기상, 그리메상 여자최우수연기상, 백상예술대상 TV부문 여자최우수연기상을 수상하며 성공적인 복귀를 하였다. 이후, 2015년에는 《정도전》을 쓴 정현민 작가의 차기작인 정치 드라마 《어셈블리》에서 자신의 원칙과 소신을 지키며 살고자 하나 녹록지 않은 현실 앞에서 고민하는 커리어우먼 보좌관 최인경 역으로 열연하였다.
2016년, 송윤아는 《THE K2》로 1년만에 복귀하였다. 지난 《미스터Q》(1998) 이후 18년만에 악역을 맡았으며, 그녀가 연기한 최유진 역은 악의 축이나 다름없는 인물로 모든 문제를 떠안고 있는 인물이었으나 송윤아는 이러한 최유진을 단순한 악역이 아닌 입체적인 인물로 그려내며 뛰어난 연기력으로 호평 받았다.

## 사생활
송윤아는 2009년 5월 9일 배우 설경구와 기자회견을 통해 결혼 소식을 전했고, 5월 28일에 서울의 방배동 성당에서 혼배미사 형식으로 결혼식을 올렸다. 설경구는 천주교 신자인 송윤아와 성당에서 결혼식을 올리기 위해 2008년 8월 서울의 삼성동 성당에서 "마티아"라는 세례명으로 세례를 받기도 했다. 두 사람은 슬하에 2010년에 태어난 아들(설승윤)을 두고 있다.

## 자선 활동
2005년 5월, 송윤아는 송강호, 이병헌, 정준호와 함께 출연한 삼성생명 FC의 CF 출연료를 모두 영화인회의에 스크린쿼터 수호기금으로 기탁했다. 그외에도 SBS 《기아체험, 24시》의 진행을 맡았는데, 방송 출연료도 국제구호개발기구인 월드비전에 전액 기탁하였다. 2006년 3월, 송윤아는 글로벌 화장품 브랜드 3LAB코리아와 광고계약을 맺었고, 3LAB 본사와 공동으로 캄보디아 난민 돕기에 따른 지원사업의 취지와 목표를 전해들은 그녀는 캄보디아 대학병원 설립에 참여키로 하고 모델료의 일부를 흔쾌히 기부했다. 또한 송윤아는 바쁜 활동에도 불구하고 국내 어려운 소외계층을 위해 독거노인 무료급식 등 여러 봉사활동에도 적극적으로 참여하였고, 이 시기에 의류브랜드 여성 크로커다일의 광고 촬영시 입었던 의상 18점을 심장병어린이 수술비 마련을 위한 세이브더칠드런의 자선경매 이벤트에 기부했다. 2008년 4월, SBS 특별 생방송 모금운동 《희망TV 24》의 희망릴레이 사이버 마라톤에 참여했다.
송윤아는 결혼 이후에도 남편 설경구와 함께 선천성 심장병을 앓고 있는 하진이의 수술비 전액을 지원했다. 2010년 7월, 설경구와 함께 서울성모병원에 방문한 그녀는 "다음달에 태어날 아이를 기다리며 뜻깊은 일을 하고 싶어 이 같은 일을 하게 됐다"며 "하진이가 예쁘게 잘 자라길 바란다"고 말했다. 송윤아는 이어 "앞으로도 하진 양처럼 심장병 등 선천성 질환을 앓고 있는 어린이를 위해 치료비를 지원하겠다"고 밝혔다. 2011년 2월, 송윤아는 서울 CTS아트홀에서 진로선택을 앞두고 있는 중·고교생들을 대상으로 기획된 행사의 《명사들의 재능기부를 통한 나눔의 실천 릴레이 강연》에 참여했다. 같은 해 9월, 송윤아는 안성기와 함께 삼성증권의 《삼성 POP 골든에그어카운트》 출시를 기념해 수익금의 일부를 기증하는 '희망+∂나눔 캠페인'의 일환으로 한국시각장애인연합회와 공동으로 제작된 시각장애인 어린이를 위한 동화 오디오북 및 점자도서에 참여했다. 2014년 4월, 송윤아는 설경구와 함께 유니세프한국위원회를 통해 "세월호 참사를 지켜보며 말로 표현하기 어려운 아픔을 느꼈다"며 "신체적, 정신적으로 큰 상처를 입은 분들이 부디 무사히 회복되기를 간절히 바란다"고 밝히며, 세월호 침몰 사고 피해자 학생들을 위해 성금 1억원을 기부했다.

## 출연 작품

### 드라마
| 연도 | 방송사                     | 제목                                           | 역할                          | 비고                                                        |
| ---- | -------------------------- | ---------------------------------------------- | ----------------------------- | ----------------------------------------------------------- |
| 1995 | KBS1                       | 신세대 보고 - 어른들은 몰라요: 청바지와 마네킹 |                               | 9회                                                         |
| 1995 | KBS2                       | 개성시대                                       | 연수진                        | 데뷔작                                                      |
| 1995 | KBS1                       | 찬란한 여명                                    | 오쿠무라 이오코               | 100부작                                                     |
| 1996 | KBS1                       | 용의 눈물                                      | 이숙번 부인 정씨              | 159부작                                                     |
| 1997 | SBS                        | 지평선 너머                                    | 송영선                        | 68부작                                                      |
| 1997 | KBS2                       | 폭풍 속으로                                    | 양화경                        | 14부작                                                      |
| 1997 | KBS2                       | 전설의 고향 - 구미호                           | 구미호                        | 납량 특집 미니시리즈 (2부작)                                |
| 1997 | KBS2                       | KBS 테마 드라마 - 고랑포 가는 길               |                               | 2부작 형식 단막극(1997년 6월 28일 1부, 1997년 6월 29일 2부) |
| 1998 | MBC                        | 사랑                                           | 희수                          | 16부작                                                      |
| 1998 | SBS                        | 미스터Q                                        | 황주리                        | 18부작                                                      |
| 1998 | SBS                        | 납량특선 8부작 - 공포의 눈동자                 | 정인                          | 단막극(월화 미니시리즈)                                     |
| 1998 | MBC                        | 애드버킷                                       | 장혜미                        | 16부작                                                      |
| 1998 | KBS2                       | 종이학                                         | 차연희/세리                   | 54부작                                                      |
| 1999 | KBS2                       | 종이학                                         | 차연희/세리                   | 54부작                                                      |
| MBC  | 왕초                       | 한연지                                         | 28부작                        |                                                             |
| MBC  | 남의 속도 모르고           | 노숙자                                         | 52부작                        |                                                             |
| SBS  | TV영화 러브스토리 - 유실물 | 정인                                           | 2부작 단막극(옴니버스 드라마) |                                                             |
| 2000 | MBC                        | 나쁜 친구들                                    | 하영서                        | 15부작                                                      |
| 2001 | MBC                        | 반달곰 내 사랑                                 | 한정은                        | 16부작                                                      |
| 2001 | MBC                        | 호텔리어                                       | 서진영                        | 20부작                                                      |
| 2002 | MBC                        | 선물                                           | 김혜진                        | 18부작                                                      |
| 2004 | SBS                        | 폭풍 속으로                                    | 차미선                        | 24부작                                                      |
| 2004 | KBS2                       | 풀하우스                                       | 결혼식 하객                   | 3회, 특별출연                                               |
| 2005 | SBS                        | 홍콩 익스프레스                                | 한정연                        | 16부작                                                      |
| 2006 | MBC                        | 누나                                           | 윤승주                        | 55부작                                                      |
| 2008 | SBS                        | 온에어                                         | 서영은                        | 21부작                                                      |
| 2010 | SBS                        | 시크릿 가든                                    | 본인                          | 특별출연(2화, 사진으로 등장)                                |
| 2014 | MBC                        | 마마                                           | 한승희                        | 24부작                                                      |
| 2015 | KBS2                       | 어셈블리                                       | 최인경                        | 20부작                                                      |
| 2016 | tvN                        | THE K2                                         | 최유진                        | 16부작                                                      |
| 2016 | KBS2                       | KBS 드라마 스페셜 - 즐거운 나의 집             | 송교수                        | 1부작 단막극, 특별출연                                      |
| 2018 | SBS                        | 시크릿 마더                                    | 김윤진                        | 32부작                                                      |
| 2018 | tvN                        | 나인룸                                         | 박연정                        | 특별출연                                                    |
| 2020 | JTBC                       | 우아한 친구들                                  | 남정해                        | 17부작                                                      |
| 2021 | 채널A                      | 쇼윈도: 여왕의 집                              | 한선주                        | 16부작                                                      |
| 2023 | ENA                        | 딜리버리 맨!                                   | 모채령                        | 특별출연                                                    |

### 영화
| 연도 | 제목          | 역할    | 비고     |
| ---- | ------------- | ------- | -------- |
| 1997 | 일팔일팔      | 홍세인  |          |
| 1998 | 짱            | 송나영  |          |
| 2000 | 불후의 명작   | 여경    |          |
| 2002 | 광복절 특사   | 한경순  |          |
| 2004 | 페이스        | 정선영  |          |
| 2006 | 아랑          | 소영    |          |
| 2006 | 사랑을 놓치다 | 연수    |          |
| 2009 | 시크릿        | 지연    |          |
| 2010 | 웨딩드레스    | 서고운  |          |
| 2018 | Nine Days     | 박승희  | VR 영화  |
| 2019 | 증인          | 김수인  | 특별출연 |
| 2020 | 돌멩이        | 김 선생 |          |

## 방송

### 텔레비전 프로그램
| 연도            | 방송사 | 제목                                                | 역할        | 비고                                                |                             |
| --------------- | ------ | --------------------------------------------------- | ----------- | --------------------------------------------------- | --------------------------- |
| 1995            | KBS2   | 슈퍼선데이                                          | 게스트      |                                                     |                             |
| 1995            | KBS1   | 광복 50년 시간의 징검다리                           | 게스트      |                                                     |                             |
| 1996            | KBS1   | 스포츠 파노라마                                     | MC          |                                                     |                             |
| 1996            | KBS1   | TV는 사랑을 싣고                                    | 게스트      |                                                     |                             |
| 1997            | KBS1   | 체험 삶의 현장                                      | 게스트      |                                                     |                             |
| 1998            | MBC    | GO! 우리들의 천국                                   | MC          | 차승원과 공동 진행                                  |                             |
| 1998            | SBS    | 기쁜 우리 토요일                                    | 게스트      | 학교에 가자 코너                                    |                             |
| 1998            | KBS2   | TV는 사랑을 싣고                                    | 게스트      |                                                     |                             |
| 1998            | KBS2   | 서세원쇼                                            | 게스트      |                                                     |                             |
| 1998            | MBC    | 김국진의 스타다큐                                   | 게스트      |                                                     |                             |
| 1998            | SBS    | 좋은 친구들                                         | 게스트      |                                                     |                             |
| 1998            | KMTV   | 부천국제판타스틱영화제 전야중계 - 빅콘서트 음악여행 | MC          | 김병찬 아나운서와 공동 진행                         |                             |
| 1999            | MBC    | 박상원의 아름다운 TV얼굴                            | 게스트      | 스타 모놀로그 코너                                  |                             |
| 1999            | SBS    | 김혜수 플러스 유                                    | 게스트      | 롱테이크 코너                                       |                             |
| 1999            | SBS    | 이홍렬쇼                                            | 게스트      | 참참참 코너                                         |                             |
| 1999            | MBC    | 대한민국영상음반대상 시상식                         | MC          | 신동호 아나운서와 공동 진행                         |                             |
| 2000            | MBC    | 백상예술대상 시상식                                 | MC          | 신동호 아나운서와 공동 진행                         |                             |
| 2000            | SBS    | SBS 연기대상 시상식                                 | MC          | 유정현 아나운서와 공동 진행                         |                             |
| 2000            | SBS    | 두 남자 쇼                                          | 특별 게스트 | 게스트                                              | 김희선 편, 스페셜 토크 코너 |
| 2002            | MBC    | 대한민국영상음반대상 시상식                         | MC          | 신동호 아나운서와 공동 진행                         |                             |
| 2002            | SBS    | SBS 연기대상 시상식                                 | MC          | 유정현 아나운서와 공동 진행                         |                             |
| 2003            | SBS    | SBS 연기대상 시상식                                 | MC          | 유정현 아나운서와 공동 진행                         |                             |
| 2003~2008, 2010 | MBC    | 대한민국 영화대상 시상식                            | MC          | 안성기와 공동 진행(2007년~2008년, 2010년 단독 진행) |                             |
| 2005            | SBS    | 기아체험, 24시                                      | MC          | 박상원 등과 공동 진행                               |                             |
| 2011            | tvN    | 코리아 갓 탤런트 시즌1                              | 심사위원    | 장진 감독, 박칼린과 공동 심사위원                   |                             |
| 2011            | MBC    | 엄마 품의 기적, 캥거루 케어                         | 내레이션    | 다큐 스페셜                                         |                             |
| 2012            | SBS    | 아직 봄은 오지 않았다 - 일본 대지진, 그 후 1년      | 내레이션    | S다큐 스페셜                                        |                             |
| 2014            | 올리브 | 푸드 에세이                                         | MC          |                                                     |                             |
| 2014            | SBS    | 2014 희망TV SBS                                     | MC          | 최기환 아나운서와 공동 진행                         |                             |
| 2014            | SBS    | 잘 먹고 잘 사는 법, 식사하셨어요?                   | 게스트      |                                                     |                             |
| 2015            | MBC    | 영산도 섬소년 이야기 - 바다의 노래                  | 내레이션    | 다큐 스페셜                                         |                             |
| 2017            | JTBC   | 한끼줍쇼                                            | 게스트      | 서울시 성동구 마장동 편 2017.05.10 방송             |                             |
| 2020            | MBN    | 더먹고가                                            | 게스트      | 2020.11.22 방송                                     |                             |
| 2024            | tvN    | 밥이나 한잔해                                       | 게스트      | 2024.05.30 방송                                     |                             |

## 음반
| 연도 | 음반명                                  |
| ---- | --------------------------------------- |
| 2002 | - 영화 《광복절 특사》 OST "분홍립스틱" |
| 2008 | - SBS 《온에어》 OST "그림자"           |

## 뮤직 비디오
| 연도 | 가수   | 노래                                   | 비고               |
| ---- | ------ | -------------------------------------- | ------------------ |
| 1998 | 김민종 | 〈그래도 그대는 나의 영원한 사랑이야〉 | 애 (김민종의 음반) |
| 1998 | 김민종 | 〈세상 끝에서의 시작- 미스터 Q OST〉   | 애 (김민종의 음반) |

## 광고
| 연도      | 기업명             | 제품명                                           | 종류               | 공동 출연                      |
| --------- | ------------------ | ------------------------------------------------ | ------------------ | ------------------------------ |
| 1997      | 쥬리아화장품       | 수세미오플러스                                   | 화장품             |                                |
| 1997      | SK텔레콤           | 스피드011                                        | 통신사             |                                |
| 1999      | LG생활건강         | 뜨레아                                           | 화장품             |                                |
| 1999      | 테스토니 코리아    | 테스토니                                         | 이태리 잡화 브랜드 |                                |
| 1999      | 코니카 미놀타      | 코니카                                           | 카메라 필름        | 유동근, 채시라, 최수종, 류시원 |
| 1999      | 동서식품           | 맥심 커피믹스                                    | 커피               | 주진모                         |
| 1999      | LG전자             | 싸이언                                           | 휴대폰             |                                |
| 1999~2000 | (주)파로마가구     | 파로마가구                                       | 가구업체           |                                |
| 1999~2000 | 우정사업본부       | 우체국 예금 보험                                 | 보험               | 유오성                         |
| 1999~2001 | LG생활건강         | 이자녹스                                         | 화장품             |                                |
| 2000      | 롯데칠성음료(주)   | 뉴그린 소주                                      | 주류               |                                |
| 2000      | GS칼텍스           | 시그마6                                          | 주유소             |                                |
| 2000      | 한국타이어         | 블랙버드V                                        | 타이어전문업체     |                                |
| 2001      | 롯데칠성음료       | 차우린                                           | 음료               | 김승우                         |
| 2001~2003 | 한불화장품         | ICS                                              | 화장품             |                                |
| 2002      | 롯데손해보험       | 하우머치                                         | 보험               |                                |
| 2002      | 하나금융그룹       | 하나카드                                         | 신용카드           |                                |
| 2002      | 한불화장품         | 한불화장품 통합브랜드                            | 화장품             | 장나라                         |
| 2003      | 동양강철           | 아루샤시                                         | 샤시전문업체       |                                |
| 2003~2010 | 패션그룹형지       | 크로커다일레이디                                 | 여성의류           |                                |
| 2004      | 위니아대우         | 딤채 김치냉장고                                  | 생활가전           |                                |
| 2004      | 위니아대우         | 위니아 에어컨                                    | 생활가전           |                                |
| 2004~2007 | 풍림산업           | 풍림아이원                                       | 아파트             |                                |
| 2005      | 이랜드리테일       | 뉴코아아울렛                                     | 패션쇼핑몰         |                                |
| 2005      | 삼성생명           | 삼성생명 FC                                      | 보험사             | 송강호, 이병헌, 정준호         |
| 2006~2007 | 3LAB코리아         | 3LAB                                             | 화장품             |                                |
| 2008~2009 | LG생활건강         | 숨37°                                            | 화장품             | 한혜린                         |
| 2010~2014 | 패션그룹형지       | CMT                                              | 여성의류           |                                |
| 2011      | 삼성증권           | 삼성증권 POP 골든에그 어카운트 희망+a나눔 캠페인 | 증권               | 안성기                         |
| 2011~2012 | CJ제일제당         | 산들애                                           | 조미료             |                                |
| 2014~     | 조르쥬 레쉬 코리아 | 조르쥬 레쉬                                      | 프랑스 여성의류    |                                |
| 2015~2016 | 세종 파인힐        | 세종유로 아울렛                                  | 패션쇼핑몰         |                                |
| 2018~     | 본에스티스 코리아  | 본에스티스                                       | 화장품             |                                |

## 기타 경력
| 연도 | 홍보대사명                           | 비고   |
| ---- | ------------------------------------ | ------ |
| 2000 | 제1기 장애인먼저실천홍보사절단 단원  |        |
| 2001 | 스코틀랜드 패션 홍보대사             | [ 59 ] |
| 2005 | 대한이빈후인과학회 귀의 날 홍보대사  | [ 60 ] |
| 2007 | 빛의 화가 모네전 명예홍보대사        | [ 61 ] |
| 2007 | 천사 서포터스 홍보대사               | [ 62 ] |
| 2008 | 라파엘클리닉 홍보대사                | [ 63 ] |
| 2009 | 헬로 풋볼 캠페인 홍보대사            |        |
| 2011 | 한양대학교 호스피탈리티스쿨 홍보대사 | [ 64 ] |

## 수상 및 후보
| 연도 | 상                                     | 부문                                       | 결과 | 출연 작품                        | 출처   |
| ---- | -------------------------------------- | ------------------------------------------ | ---- | -------------------------------- | ------ |
| 1995 | KBS 슈퍼탤런트 선발대회                | 금상                                       | 수상 | 빈칸                             |        |
| 1995 | KBS 슈퍼탤런트 선발대회                | 포토제닉상                                 | 수상 | 빈칸                             |        |
| 1995 | KBS 슈퍼탤런트 선발대회                | 쥬리아상                                   | 수상 | 빈칸                             |        |
| 1997 | KBS 연기대상                           | 여자 신인연기상                            | 후보 | 《용의 눈물》                    |        |
| 1998 | 한국메이크업분장예술가협회             | 탤런트 부문 베스트 메이크업상              | 수상 | 빈칸                             | [ 65 ] |
| 1998 | SBS 연기대상                           | 여자 우수연기상                            | 수상 | 《미스터Q》                      |        |
| 1998 | KBS 연기대상                           | 여자 인기상                                | 수상 | 《종이학》                       |        |
| 1999 | 제35회 백상예술대상                    | TV부문 여자 인기상                         | 수상 | 《미스터Q》                      |        |
| 1999 | 제35회 백상예술대상                    | TV부문 여자 최우수연기상                   | 후보 | 《미스터Q》                      |        |
| 1999 | MBC 연기대상                           | 여자 우수연기상                            | 수상 | 《왕초》                         |        |
| 1999 | MBC 연기대상                           | 여자 인기상                                | 후보 | 《왕초》                         |        |
| 1999 | 정보통신부                             | 정보통신부장관 표창                        | 수상 | 빈칸                             | [ 66 ] |
| 2000 | SBS 연기대상                           | 빅스타상                                   | 수상 | 빈칸                             |        |
| 2000 | 제45회 정보통신의 날                   | 국무총리표창                               | 수상 | 빈칸                             |        |
| 2000 | 제1회 대한민국 영상대전                | 포토제닉상 탤런트 부문                     | 수상 | 빈칸                             |        |
| 2001 | 한양대학교                             | 공로상                                     | 수상 | 빈칸                             |        |
| 2001 | MBC 연기대상                           | 여자 최우수연기상                          | 수상 | 《호텔리어》, 《반달곰 내 사랑》 |        |
| 2001 | MBC 연기대상                           | 여자 인기상                                | 후보 | 《호텔리어》, 《반달곰 내 사랑》 |        |
| 2002 | 제23회 청룡영화상                      | 여우조연상                                 | 수상 | 《광복절 특사》                  |        |
| 2002 | 모델라인                               | 대한민국 베스트 드레서 백조상 영화배우부문 | 수상 | 빈칸                             |        |
| 2002 | MBC 연기대상                           | 여자 우수연기상                            | 후보 | 《선물》                         |        |
| 2003 | 제11회 이천춘사대상영화제              | 여우조연상                                 | 수상 | 《광복절 특사》                  |        |
| 2003 | 제40회 대종상                          | 여우조연상                                 | 수상 | 《광복절 특사》                  |        |
| 2003 | 제1회 앙드레김 베스트 스타 어워드      | 스타상                                     | 수상 | 빈칸                             |        |
| 2004 | SBS 연기대상                           | 특별기획부문 여자 우수연기상               | 수상 | 《폭풍속으로》                   |        |
| 2004 | SBS 연기대상                           | 10대 스타상                                | 수상 | 《폭풍속으로》                   |        |
| 2005 | SBS 연기대상                           | 드라마스페셜부문 여자 우수연기상           | 후보 | 《홍콩 익스프레스》              |        |
| 2006 | 제4회 한국패션월드어워드               | 베스트드레서상 영화배우부문                | 수상 | 빈칸                             |        |
| 2006 | MBC 연기대상                           | 여자 우수연기상                            | 후보 | 《누나》                         |        |
| 2006 | MBC 연기대상                           | 여자 인기상                                | 후보 | 《누나》                         |        |
| 2007 | MBC 방송연예대상                       | 공로상                                     | 수상 | 빈칸                             |        |
| 2007 | 제3회 앙드레김 베스트 스타 어워드      | 스타상                                     | 수상 | 빈칸                             |        |
| 2008 | 코스모폴리탄                           | '펀 피어리스 메일'(male)상                 | 수상 | 빈칸                             |        |
| 2008 | SBS 연기대상                           | 여자 최우수연기상                          | 수상 | 《온에어》                       |        |
| 2008 | SBS 연기대상                           | 10대 스타상                                | 수상 | 《온에어》                       |        |
| 2008 | SBS 연기대상                           | 대상                                       | 후보 | 《온에어》                       |        |
| 2009 | 제4회 앙드레김 베스트 스타 어워드      | 스타상                                     | 수상 | 빈칸                             |        |
| 2010 | 제2회 코리아 주얼리 어워드             | 다이아몬드상                               | 수상 | 빈칸                             |        |
| 2014 | 제27회 한국방송촬영감독연합회 그리메상 | 최우수 여자연기상                          | 수상 | 《마마》                         | [ 67 ] |
| 2014 | MBC 연기대상                           | 특별기획부문 여자 최우수연기상             | 수상 | 《마마》                         |        |
| 2014 | MBC 연기대상                           | 대상                                       | 후보 | 《마마》                         |        |
| 2014 | MBC 연기대상                           | 여자 인기상                                | 후보 | 《마마》                         |        |
| 2015 | 제51회 백상예술대상                    | TV부문 여자 최우수연기상                   | 수상 | 《마마》                         |        |
| 2015 | 제4회 아시아태평양 스타 어워즈         | 미니시리즈부문 여자 최우수연기상           | 후보 | 《마마》                         |        |
| 2015 | KBS 연기대상                           | 여자 최우수연기상                          | 후보 | 《어셈블리》                     |        |
| 2015 | KBS 연기대상                           | 중편드라마부문 여자 우수연기상             | 후보 | 《어셈블리》                     |        |
| 2015 | KBS 연기대상                           | 베스트 커플상 (with 정재영)                | 후보 | 《어셈블리》                     |        |
| 2015 | KBS 연기대상                           | 여자 네티즌상                              | 후보 | 《어셈블리》                     |        |
| 2018 | SBS 연기대상                           | 주말·일일드라마부문 여자 최우수연기상      | 수상 | 《시크릿 마더》                  |        |

## 가족 관계
- 부 : 송재옥( ~ 2024년 4월 14일)
- 모 : 박광자

- 배우자 : 설경구(1967년 5월 1일 ~ )
  - 아들 : 설승윤
  - 딸  : 설승희

- 오빠 : 송병호(1966년 2월 13일 ~ ) - 1984년 학력고사 수석, 이비인후과 전문의